# 徐性初
徐性初（1934年1月7日—2022年1月1日），男，江西南昌人，中国精密机床设计及工艺专家，曾任机械工业部科技委副主任、高级工程师。机械科学院名誉院长。

## 生平
徐性初生于江西南昌。1955年毕业于大连工学院机械系。1993年当选为中国科学院院士。
第七届、第八届、第九届全国政协委员